# FK Astana-1964
Der FK Astana-1964 (kasachisch Астана-1964 Футбол Клубы; russisch Футбольный клуб «Астана» 1964) war ein kasachischer Fußballverein aus Astana, der Hauptstadt des Landes.

## Geschichte

### Namensentwicklung
Der Verein wurde 1964 als Dinamo Zelinograd (Динамо Целиноград) gegründet. Wie viele Vereine in der Sowjetunion wechselte der Klub in seiner Geschichte mehrmals den Namen. 1975 erfolgte die erste Umbenennung in Zelinnik Zelinograd (Целинник Целиноград). 1992 wurde die Stadt umbenannt, der Verein hieß folglich Zelinnik Akmola (Целинник Акмола). Die 1994 erfolgte Umbenennung in Zesna Akmola (Цесна Акмола) hielt nur bis 1996, dann folgte die Rückumbenennung. 1997 wurde die Stadt, als künftige Hauptstadt Kasachstans, in Astana (=Hauptstadt) umbenannt. Der Vereinsname wurde im gleichen Jahr erstmals in FK Astana (ФК Астана) geändert, bevor der Verein von 1999 bis 2006 den Namen Schenis Astana (Женис Астана) trug. 2006 bis 2009 hieß er wieder FK Astana. 2009 hieß der Club Namys Astana (Намыс Астана). 2010 bis 2011 hieß er wieder FK Astana. 2011 erfolgte eine erneute Umbenennung in FK Astana-1964.

### Kasachische Meisterschaft
Nach dem Zerfall der Sowjetunion 1992 war der Verein Gründungsmitglied der Superliga, der obersten kasachischen Spielklasse. Den ersten Titel konnte die Mannschaft 2000 feiern, als im Entscheidungsspiel um die Landesmeisterschaft gegen den punktgleichen Access-Esil Petropawlowsk ein 2:0-Erfolg gelang. Ein Jahr später gelang die Titelverteidigung. Da gleichzeitig erstmals der kasachische Pokal durch einen Sieg im Elfmeterschießen gegen Irtysch Pawlodar gewonnen werden konnte, wurde in der Hauptstadt das Double gefeiert. Da der Pokalwettbewerb vom Herbst/Sommer-Rhythmus auf kalenderjährige Spielweise umgestellt wurde, erreichte der Klub im selben Jahr ein zweites Mal das Pokalfinale. Die Titelverteidigung wurde durch eine 1:3-Niederlage gegen Kairat Almaty verpasst. 2002 stand die Mannschaft zum dritten Mal in Folge im Pokalfinale. Durch einen 1:0-Erfolg gegen Irtysch Pawlodar gelang der zweite Pokalsieg der Vereinsgeschichte. 2005 gelang durch einen 2:1-Erfolg nach Verlängerung gegen Kairat Almaty der dritte Sieg im Wettbewerb. Ein Jahr später erreichte der Verein erneut das Endspiel, verlor aber mit 1:3 nach Verlängerung gegen FK Almaty. Dennoch konnte in der Hauptstadt gefeiert werden, da mit vier Punkten Vorsprung auf FK Aqtöbe die dritte Meisterschaft der Vereinsgeschichte geschafft wurde. Vor der Spielzeit 2009 musste der Verein wegen finanzieller Schwierigkeiten zwangsabsteigen und spielte seitdem in der zweithöchsten kasachischen Liga, bis er 2014 aufgelöst wurde.

## Europapokalbilanz
In der ersten Qualifikationsrunde für den UEFA Champions League 2002/03 traf der Klub auf den moldawischen Verein Sheriff Tiraspol und schied mit 1:2 und 3:2 durch die Auswärtstorregel aus dem Wettbewerb aus. In der nächsten Saison spielte das Team aus Astana in der ersten Qualifikationsrunde des UEFA-Pokal 2003/04 gegen den FK Viktoria Žižkov aus der Tschechischen Republik und verlor mit 0:3 und 1:3. Die Mannschaft besiegte in der ersten Runde in der UEFA Champions League 2007/08 den georgischen Vertreter Olimpi Rustawi mit 0:0 und 3:0. In der zweiten Runde wurden beide Spiele gegen Rosenborg Trondheim mit 1:3 und 1:7 verloren.
| Saison  | Wettbewerb            | Runde                  | Gegner              | Gesamt    | Hin     | Rück    |
| ------- | --------------------- | ---------------------- | ------------------- | --------- | ------- | ------- |
| 2002/03 | UEFA Champions League | 1. Qualifikationsrunde | Sheriff Tiraspol    | (a)4:4(a) | 1:2 (A) | 3:2 (H) |
| 2003/04 | UEFA-Pokal            | Qualifikation          | FK Viktoria Žižkov  | 1:6       | 0:3 (A) | 1:3 (H) |
| 2007/08 | UEFA Champions League | 1. Qualifikationsrunde | Olimpi Rustawi      | 3:0       | 0:0 (A) | 3:0 (H) |
| 2007/08 | UEFA Champions League | 2. Qualifikationsrunde | Rosenborg Trondheim | 02:10     | 1:3 (H) | 1:7 (A) |

Gesamtbilanz: 8 Spiele, 2 Siege, 1 Unentschieden, 5 Niederlagen, 10:20 Tore (Tordifferenz −10)

## Stadion
Der Verein trug seine Heimspiele im 12.343 Zuschauer fassenden Qaschymuqan Mungaitpassow atyndaghy stadion aus.

## Erfolge

### Meisterschaftserfolge
- Kasachischer Meister: 2000, 2001, 2006
- 3. Platz: 2003

### Pokalerfolge
- Kasachischer Fußballpokalsieger: 2000/2001, 2002, 2005
- Pokalfinalist: 2001, 2006

## Bekannte ehemalige Spieler
| - Dawid Lorija (1998–2002, 2006) - Wladimir Baýramow (1999) - Anton Tschitschulin (2000) - Oleg Kornienko (2000–2001) - Murat Tleschew (2000, 2001, 2006) - Igor Soloschenko (2001–2002) - Andrei Trawin (2002) - Samat Smaqow (2002) | - Nilton Mendes (2002–2003, 2005) - Alexander Mokin (2002–2003, 2004–2006, 2008) - Nikita Chochlow (2003–2006) - Ratinho (2004) - Maksim Schalmaghambetow (2004–2007) - Eduard Sergienko (2004–2007) - Konstantin Golowskoi (2005–2006) - Dmitri Bjakow (2006) | - Maxim Asowski (2006–2007) - Emil Kenschissarijew (2006–2007) - Schambyl Kukejew (2006–2007) - Aleksandr Kuchma (2006–2008) - Murat Sujumaghambetow (2007) - Wladimir Bestschastnych (2008) - Denis Wolodin (2009) |

## Bekannte Trainer
- Oleksandr Sawarow (2004)
- Wladimir Muchanow (2005)